# Khopawa
Khopawa (en népalais : खोपवा) est un comité de développement villageois du Népal situé dans le district de Bara. Au recensement de 2011, il comptait 5 056 habitants.